# Puntos Ben-Day

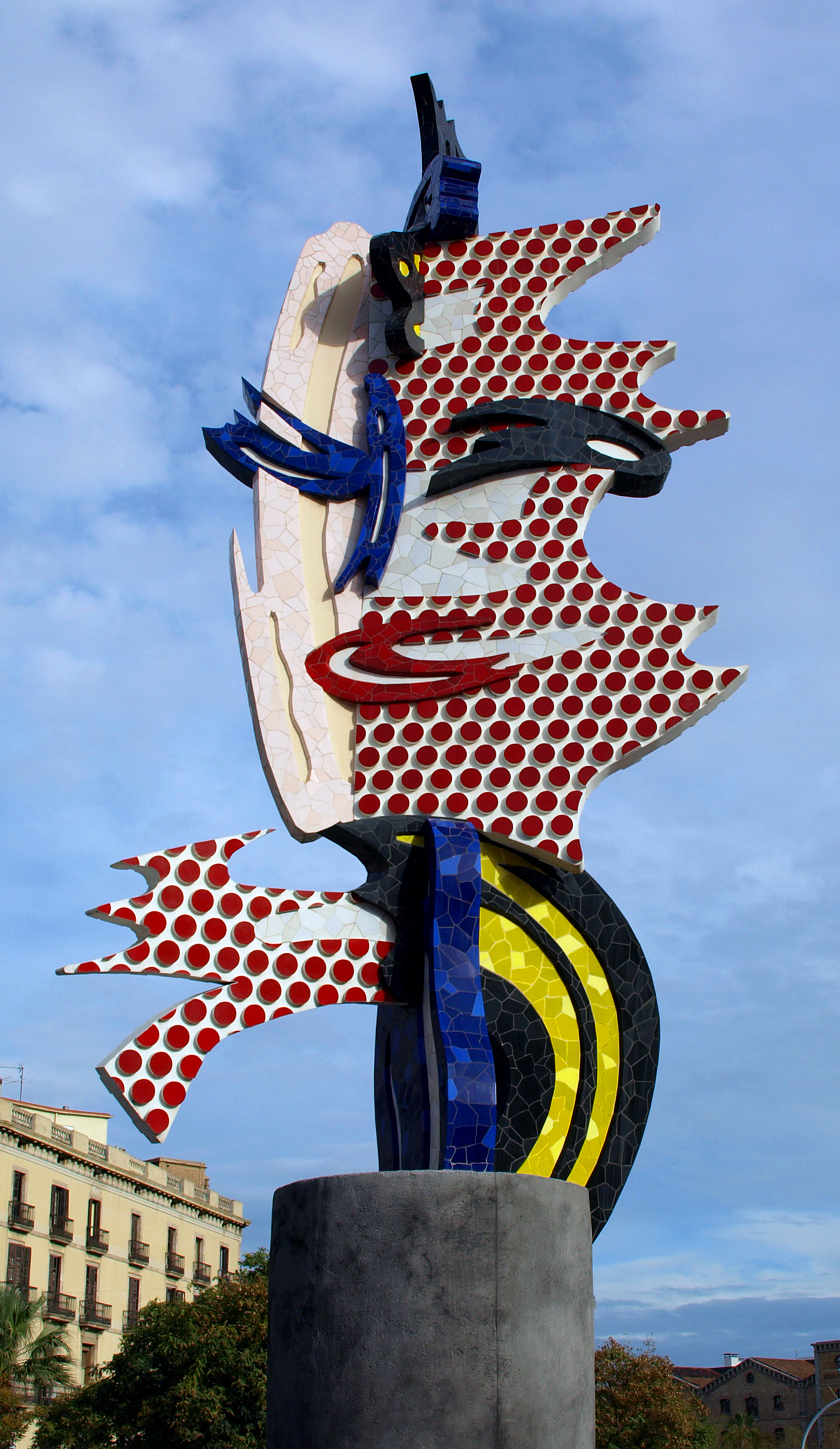
El Cap de Barcelona, escultura de 1992 de Roy Lichtenstein, que empleó los puntos Ben-Day en sus pinturas

Los puntos Ben-Day (Ben Day Dots) son un proceso de impresión, nombrado por el ilustrador e impresor Benjamin Henry Day, Jr., (hijo del editor Benjamin Henry Day) es una técnica fechada en 1879.
Los puntos Ben Day eran usados antes cuando los únicos colores con los que se podía crear eran rojo, negro, azul, amarillo y blanco. Para crear color rosa dibujabas puntos rojos en un fondo blanco y si lo veías desde lejos tu mente combinaba los dos colores juntos y creaba rosa.